# Elysium Mons

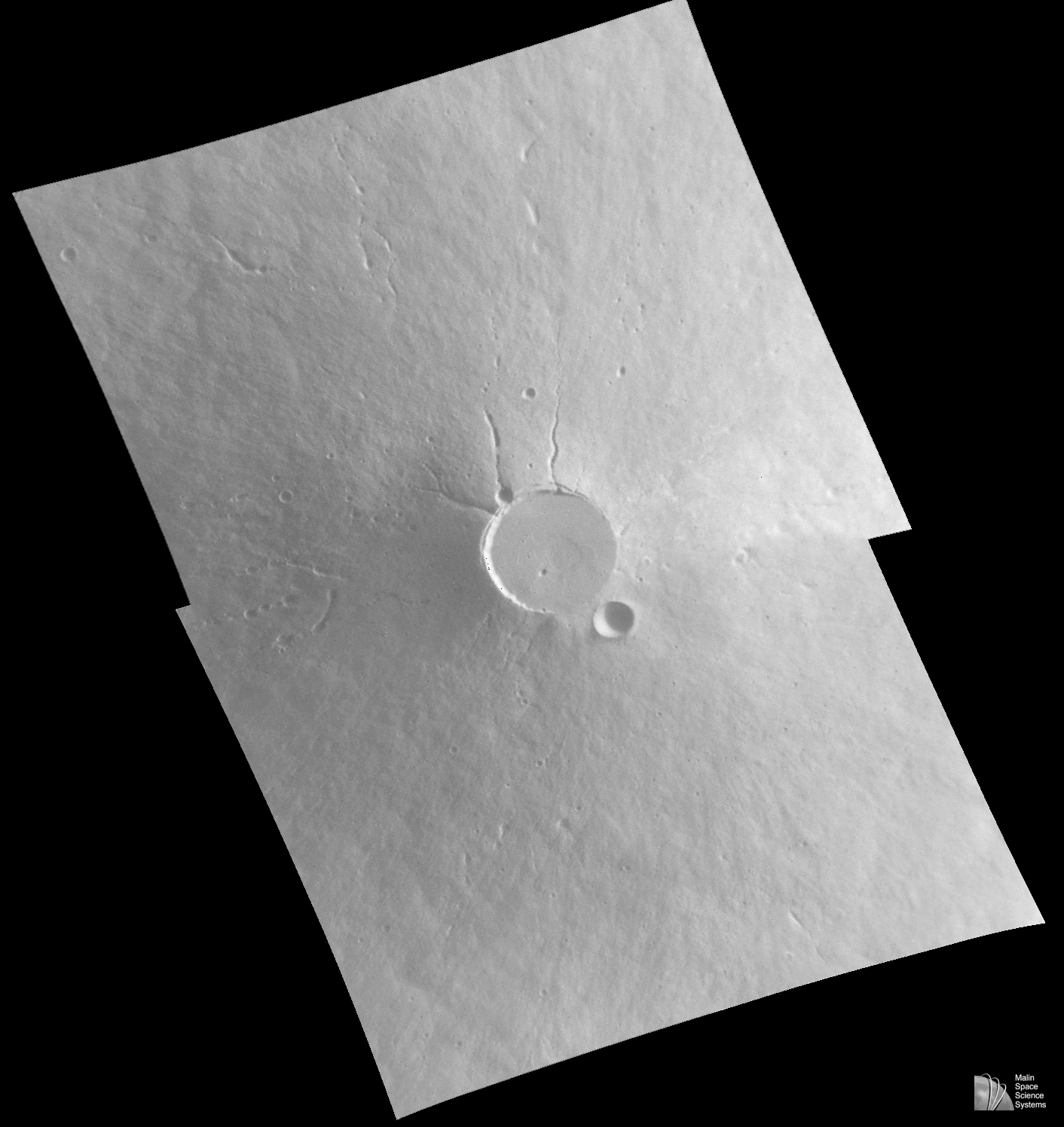
Elysium Mons

Elysium Mons és un volcà del planeta Mart situat a l'Elysium Planitia, a les coordenades marcianes 24° 48′ N, 146° 54′ E / 24.8°N,146.9°E,en l'hemisferi est de Mart. S'alça a 13,9 km per sobre de la plana de lava i a 16 km per sobre el datum marcià. El seu diàmetre fa uns 240 km, amb una caldera al cim que té uns 14 km de diàmetre. Està flanquejat per volcans més petits Hecates Tholus al nord, i Albor Tholus al sud.
Elysium Mons va ser descobert l'any 1972 en imatges enviades pel Mariner 9. La muntanya volcànica del Sàhara Emi Koussi s'ha pres com anàleg de l'Elysium Mons.